# Bineta Diop

Bineta Diop (2014)

Bineta Diop (* 1950 in Guéoul) ist eine senegalesische Frauenrechtlerin und Gründerin von Femmes Africa Solidarité, einer gemeinnützigen Organisation, die sich für die Rechte der Frauen in Afrika einsetzt.

## Biographie
Bineta Diop ist die Tochter von Marèma Lô, die Vizepräsidentin für Frauen der Union progressiste sénégalaise war, einer politischen Partei, die 1958 von Léopold Sédar Senghor gegründet wurde. Als Feministin ermutigte Lô ihre vier Töchter, sich weiterzubilden. Diop studierte in Paris BWL.
1981 trat Diop der Internationalen Juristenkommission bei, einer Nichtregierungsorganisation für Menschenrechte. 1996 gründete sie in Genf die Femmes Africa Solidarité (FAS). Diop trug zur Umsetzung der Resolution 1325 des UN-Sicherheitsrates im Jahr 2000 bei. Sie war an der Entwicklung der Afrikanischen Charta der Menschenrechte und der Rechte der Völker (auch als Banjul-Charta bekannt) beteiligt und mit afrikanischen Anwälten an der Entwicklung des Maputo-Protokolls tätig, das 2003 angenommen wurde. Diop beteiligt sich an Versöhnungsprozessen in Ländern wie Burundi, Liberia und der Demokratischen Republik Kongo, an Wahlbeobachtungsmissionen in mehreren Ländern und ist Mitglied einer Untersuchungskommission zur Gewalt gegen Frauen im Südsudan. Sie ist seit 2014 Vertreterin der Präsidentin der Kommission der Afrikanischen Union für Frauen, Frieden und Sicherheit.

## Auszeichnungen
- Im Jahr 2011 erschien Diop auf Time 100, einer jährlichen Liste der einhundert einflussreichsten Personen, die von der amerikanischen Zeitschrift Time veröffentlicht wurden.[3][4]
- 2012 wurde sie zum Ritter der Ehrenlegion ernannt.[5]
- 2013 wurde sie von der Fondation Chirac für ihre Aktionen zur Förderung des Engagements von Frauen in der Konfliktverhütung ausgezeichnet.[6]